# Sauvigny-le-Beuréal
Sauvigny-le-Beuréal este o comună în departamentul Yonne, Franța. În 2009 avea o populație de 61 de locuitori.

## Evoluția populației
| An        | 1975 | 1982 | 1990 | 1999 | 2006 | 2009 |
| --------- | ---- | ---- | ---- | ---- | ---- | ---- |
| Populație | 99   | 101  | 79   | 66   | 62   | 61   |